# Andrzej Musiał
Andrzej Musiał (ur. 7 czerwca 1955 w Płocku) – polski aktor telewizyjny i filmowy.
W 1982 zdał w Warszawie egzamin eksternistyczny dla aktorów dramatu.

## Teatr
Zadebiutował w 1979 w spektaklu Słowik w reżyserii Jana Skotnickiego w Teatrze Płockim. Następnie występował w Teatrze Dramatycznym im. Jerzego Szaniawskiego, grając głównie w spektaklach Jana Skotnickiego m.in. Żeglarz, w którym był również asystentem reżysera. Następnie grał w Teatrze Ziemi Pomorskiej w Grudziądzu i Teatrze im. Wojciecha Bogusławskiego w Kaliszu, gdzie grał m.in. w Rewizorze Gogola i Burzy Shakespeare’a postać Ariela, za co w 1984 roku Nagrodę na XXIV Kaliskich Spotkaniach Teatralnych w Kaliszu. Potem grał na deskach Teatru Polskiego w Bydgoszczy, Teatru Nowego w Łodzi, Teatru Szwedzka 2/4 w Warszawie, Teatru Rozmaitości w Warszawie, a także w spektaklach telewizyjnych cyklu Teatru Telewizji.

### Spektakle teatralne
| Teatr Płocki - 1979: Słowik Ernest Bryll (reż. Jan Skotnicki) jako Gwardzista, Jeździec - 1979: Oszukać ogień Maciej Domański (reż. Tadeusz Czuchmiński) jako Chłopak Teatr Dramatyczny im. Jerzego Szaniawskiego w Płocku - 1979: Madame Coco Marcel Mithois (reż. Zbigniew Mak) jako Mikołaj - 1979: Rzecz listopadowa Ernest Bryll (reż. Jan Skotnicki) jako Chłopak - 1980: Żeglarz Jerzy Szaniawski (reż. Jan Skotnicki) jako Student - 1980: Czarodziej ze Szmaragdowego Grodu L. Frank Baum (reż. Lewin Goff) - 1980: Sługa dwóch panów Carlo Goldoni (reż. Wojciech Skibiński) jako Sylwiusz - 1981: Karczma Krzysztof Choiński (reż. Jan Skotnicki) jako Muzykant Teatr Ziemi Pomorskiej w Grudziądzu - 1981: Jan Brzechwa dzieciom Jan Brzechwa (reż. Janusz Kozłowski) - 1982: Pastorałka Leon Schiller (reż. Janusz Kozłowski) jako Koza, Maścibrzuch, Pachoł, Wołek - 1982: Wenecjanki Angelo Beolco (reż. Wiesław Rudzki) jako Julius Teatr im. Wojciecha Bogusławskiego w Kaliszu - 1983: Ballada i sonet Roman Kordziński (reż. Roman Kordziński) jako Wojewodzin, Wojownik - 1983: Rewizor Mikołaj Gogol (reż. Roman Kordziński) jako Hubner - 1983: Piłat. Proces Chrystusa Wojciech Bąk (reż. Bogdan Tosza) jako Faryzeusz IV - 1984: Burza William Shakespeare (reż. Józef Słotwiński) jako Ariel Teatr Polski w Bydgoszczy - 1984: Niech no tylko zakwitną jabłonie Agnieszka Osiecka (reż. Alojzy Nowak) jako Małolat Józio, „Manekin”/Inżynier Metropolitaine - 1985: Rycerze Arystofanes (reż. Mikołaj Gogol) jako Kiełbaśnik - 1985: Pan Tadeusz (Ostatni zajazd na Litwie) Adam Mickiewicz (reż. Wojciech Jesionka) jako hrabia - 1985: Marchołta misterium Jan Kasprowicz (reż. Jacek Pacocha) jako Faun - 1985: Rewizor Mikołaj Gogol (reż. Alojzy Nowak) jako Wojewodzin, Wojownik - 1986: Pastorałka Leon Schiller (reż. Jerzy Ukleja) jako Adam, Korydon - 1986: Wesele Stanisław Wyspiański (reż. Alojzy Nowak) jako Poeta - 1986: Napoleon był dziewczynką Maurice Hennequin (reż. Alojzy Nowak) jako Wiktor Hervier |  | - 1987: Stuknięta Aleksandr Gelman (reż. Aleksandr Grigorian) jako Przedstawiciel Dyrekcji - 1987: Burza William Shakespeare (reż. Marek Mokrowiecki) jako Kaliban - 1987: Czego nie widać Michael Frayn (reż. Wanda Laskowska) jako Lloyd Dallas - 1988: Tango Sławomir Mrożek (reż. Krzysztof Rościszewski) jako Artur Teatr Nowy w Łodzi - 1988: Romanca Jacek Chmielnik (reż. Jacek Chmielnik) jako Lorenco - 1989: Do wzięcia Janusz Głowacki (reż. Jerzy Hutek) jako asystent mistrza - 1989: Dożywocie Aleksander Fredro (reż. Ludwik Benoit) jako Leon Birbancki - 1989: Kordian Juliusz Słowacki (reż. Jerzy Hutek) jako chłopiec - 1990: Casanova Jerzy Żurek (reż. Bogdan Tosza) jako król Teatr Szwedzka 2/4 w Warszawie - 1990: Historia Witold Gomrowicz (reż. Wojciech Maryański) jako Janusz - 1990: Do wzięcia Janusz Głowacki (reż. Jerzy Hutek) jako asystent mistrza - 1990: Wesele krwi Federico Garcia (reż. Krzysztof Kelm) jako drużba - 1991: ...tak chcę Tak. James Joyce (reż. Henryk Baranowski) jako Boylan, Dedalus - 1991: Kwartet dla czterech aktorów Bogusław Schaeffer (reż. Mikołaj Grabowski) - 1993: Woyzeck Georg Büchner (reż. Wojciech Maryański) jako Karl - 1993: Czas i pokój Botho Strauß (reż. Michał Ratyński) jako Zupełnie nieznany - 1993: Trzy siostry Antoni Czechow (reż. Krzysztof Kelm) jako Tuzenbach - 1993: Feliks, czyli Szczęście Robert Walser (reż. Rudolph Straub) jako Arnold, Wilhem Tell - 1994: Rosencrantz i Guildenstern ... Tom Stoppard (reż. Jacek Pazdro) jako aktor Teatr Rozmaitości w Warszawie - 1995: Zestaw podróżny do śmierci Susan Sontag (reż. Adam Sroka) jako Duduś Teatr Telewizji - 2000: Dziecko Jon Fosse (reż. Mariusz Front) - 2000: Wojna kreskówek Andrzej Lenartowski (reż. Jarosław Żamojda) jako policjant - 2011: Czarnobyl. Cztery dni w kwietniu Janusz Dymek, Sławomir Popowski, Igor Sawin (reż. Janusz Dymek) jako trener amerykańskich kolarzy |

## Filmografia
Andrzej Musiał grał w filmach i serialach głównie gatunku sensacyjnych, kryminalnych. W filmie debiutował w 1985 roku w Sam pośród swoich. Grał także w takich jak m.in.: Psy rolę Ochockiego – człowieka Grossa, Młode wilki 1/2, Sęp. Natomiast na małym ekranie zadebiutował w serialu Zespół adwokacki. Występował m.in. w serialach sensacyjnych: Ekstradycja, Pierwszy milion, Twarzą w twarz 2, a także w niemieckiej produkcji Komisarz Rex oraz obyczajowych gdzie grał rolę śledczych, specjalistów (m.in. Ojciec Mateusz, Plebania).

### Filmy
- 1985: Sam pośród swoich jako subiekt
- 1989: Wiatraki z Ranley jako pilot
- 1992: Psy jako Ochocki, człowiek Grossa
- 1993: Kraj świata jako deliryk
- 1995: Zdrada
- 1997: Młode wilki 1/2 jako policjant
- 2001: Wiedźmin jako Haxo, kasztelan w królestwie Cintry
- 2006: Palimpsest jako policjant na komendzie
- 2010: Różyczka
- 2011: Daas
- 2012: Sęp jako trener

### Seriale
| - 1993–1994: Zespół adwokacki jako porucznik Ryszard Wosik, dowódca Marcina Siudy - 1996: Komisarz Rex jako Pallauw (odc. 27) - 1996: Ekstradycja jako człowiek Gundisa (odc. 7, 8) - 1996: Dom (odc. 16) - 1997: Klan jako starszy aspirant Jan Kłos - 1999: Pierwszy milion jako partner Boruckiego - 2000: Przeprowadzki jako doktor Siergiej Maślanko (odc. 4) - 2000: Na dobre i na złe jako Adam Konieczny (odc. 44) - 2000–2001: Adam i Ewa jako lekarz prowadzący Monikę po próbie samobójczej i Karola Laudańskiego po przebytym zawale serca - 2000: 13 posterunek 2 (odc. 5) - 2001–2003: Plebania jako doktor Jan Maria Piotrowski - 2001: Miasteczko jako alfons Joli (odc. 43), człowiek Szmidta (odc. 61) - 2002: Wiedźmin jako Haxo, kasztelan w królestwie Cintry (odc. 6) - 2002: Sfora jako oficer dyżurny (odc. 5) - 2002–2010: Samo życie jako doktor Kunik - 2003–2006: Na Wspólnej jako komisarz Sułkowski - 2003: Glina jako major Radwan, prokurator wojskowy (odc. 4, 5) - 2004: Na dobre i na złe jako Eryk, partner Sylwii Kozińskiej - 2004: Fala zbrodni jako Sołogub (odc. 25) - 2005: Pensjonat pod Różą jako Waldemar Słowiński (odc. 90, 91) - 2005: Kryminalni jako profesor Rafał Szeliga-„Charon” (odc. 35) - 2005: Egzamin z życia jako kierownik hurtowni (odc. 26) - 2006: Mrok jako kurier (odc. 7) - 2006–2007: Kopciuszek jako pułkownik Wieczorek |  | - k Wieczorek - 2007: Tajemnica twierdzy szyfrów - 2007: Regina jako Eryk Maj, kierownik przychodni - 2007: M jak miłość jako Igor Mochnacki - 2007: Ekipa jako generał (odc. 5, 13, 14) - 2007: Egzamin z życia jako doktor Adam Tolak (odc. 77, 78) - 2008: Twarzą w twarz 2 jako aspirant - 2008: Pitbull jako Świderski, ojciec Agnieszki (odc. 20) - od 2008: Ojciec Mateusz jako lekarz-patolog - 2009: Barwy szczęścia jako Gawron, detektyw wynajęty przez Jakubowskiego (odc. 212, 213) - 2010–2011: Plebania jako detektyw pracujący dla Janusza Tracza - 2011: Rodzinka.pl jako młodszy aspirant Igor Markowski (odc. 37) - 2013: Na dobre i na złe jako Ludwik (odc. 517) - 2013: Czas honoru jako major (odc. 66) - 2013: Prawo Agaty jako Radosław Borowczyk (odc. 48) - 2014: To nie koniec świata jako szef policji - 2014: Barwy szczęścia jako detektyw - 2015: Singielka jako senator Szadłowicz - 2015: Krew z krwi jako sędzia (odc. 8) - 2015: Powiedz TAK! jako kierownik Urzędu Stanu Cywilnego (odc. 10) - 2018: Nielegalni jako koordynator służb specjalnych Andrzej - 2018: Oko za oko jako prokurator Robert Wilk - 2018: 1983 jako Robert Święs, komendant Milicji w Szczecinie (odc. 5) - 2018: Korona królów jako Sędziwój z Szubina - 2020: Usta usta jako prokurator (odc. 38) |

## Nagrody
- 1984: Nagroda za rolę Ariela w przedstawieniu „Burza” na XXIV Kaliskich Spotkaniach Teatralnych w Kaliszu

## Życie prywatne
Andrzej Musiał był żonaty z aktorką Anną Markiewicz. Mają syna Macieja (ur. 1995), który także jest aktorem
Rozwiedziony 1 kwietnia 2014.